# Landaus funktion
Landaus funktion, g(n)), uppkallad efter Edmund Landau, definieras för varje naturligt tal n till den största ordningen av en del av den symmetriska gruppen Sn. Ekvivalent, g(n) är den största minsta gemensamma multipel i varje partition av n, eller maximalt antal gånger en permutation av n element kan tillämpas rekursivt på sig själv innan den återgår till startföljden.
Till exempel är 5 = 2 + 3 och mgm(2,3) = 6. Ingen annan partition av 5 ger en större mgm, så g(5) = 6. Ett element av ordning 6 i gruppen S5 kan skrivas i cykelnotation som (1 2) (3 4 5).
Heltalsföljden:
g(0) = 1, g(1) = 1, g(2) = 2, g(3) = 3, g(4) = 4, g(5) = 6, g(6) = 6, g(7) = 12, g(8) = 15, … (talföljd A000793 i OEIS)
är uppkallad efter Edmund Landau som år 1902 bevisade att
{\displaystyle \lim _{n\to \infty }{\frac {\ln(g(n))}{\sqrt {n\ln(n)}}}=1}
där ln betecknar den naturliga logaritmen.
Påståendet att
{\displaystyle \ln g(n)<{\sqrt {\mathrm {Li} ^{-1}(n)}}}
för tillräckligt stora n, där Li−1 betecknar inversen av logaritmiska integralfunktionen, motsvarar Riemannhypotesen.
Man kan visa att:
{\displaystyle g(n)<e^{n/e}.}